# 黄花镇 (英德市)
黄花镇是中华人民共和国广东省清远市英德市下辖的一个乡镇级行政单位。辖1个居委会，11个村委会，276个村民小组。 

## 历史
始建于明洪武二年（1369年），清道光十六年（1836年）设黄花乡。1958年9月设人民公社，与九龙同属卫星人民公社。1959年4月撤星人民公社分离为明迳人民公社、九龙人民公社。1983年明迳、岩背人民公社改建为明迳区、岩背区。1987年4月分别改设明迳乡、岩背乡。1993年10月分别改为镇建。2004年6月两镇撤销，合并为黄花镇。

## 革命史迹
- 黄花镇烈士陵园

## 行政区划
黄花镇下辖以下地区：
明迳社区、放板村、新民村、城下村、迳孔村、公正村、溪村、三山村、岩背村、平星村、德岗村和管塘村。

## 风景名胜
- 英西峰林走廊
- 彭家祠
- 老虎谷暗河漂流
- 阳岩洞
- 公正—溪村峰林
- 文笔塔

## 特产
- 黄花鸡
- 黄花豆腐
- 黄花腐竹
- 岩背高山茶

## 相关链接
- 黄花镇信息网